# Crataegus kelloggii
Crataegus kelloggii är en rosväxtart som beskrevs av Charles Sprague Sargent. Crataegus kelloggii ingår i Hagtornssläktet som ingår i familjen rosväxter. Inga underarter finns listade i Catalogue of Life.